# 今夜はチュパ♡リコ
「今夜はチュパ♡リコ」（こんやはチュパ♡リコ）は、たかはし智秋のデビューシングル。2011年10月5日にavex traxから発売された。

## 概要
SPANKERSの「Chupa Rico」をカバーした楽曲。10月7日付レコチョクビデオクリップデイリーランキングで初登場3位を記録し、2日後の10月7日付ランキングではAKB48や東方神起といった強豪を制し、1位を獲得した。
8月下旬には、本作のPVのダイジェストがYouTubeに投稿されたものの、内容が過激すぎるという事で18禁指定された。なお再生回数は投稿から3日間で15万回を記録する注目作となった。

## 収録内容
DISC 1 CD
1. 今夜はチュパ♡リコ [3:47]
作詞：Paolo Ortell・Luca De Gregorio・John Michael Biancale・Barbara Clara・Tam / 作曲：Paolo Ortell・Luca De Gregorio・John Michael Biancale・Barbara Clara
2. Juicy [4:37]
作詞：Yoko Hiji / 作曲：Ryuichiro Yamaki
3. 今夜はチュパ♡リコ（instrumental）
4. 今夜はチュパ♡リコ（acapella）

DISC 2 DVD
1. 今夜はチュパ♡リコ（Music Video）
2. 今夜はチュパ♡リコ（Music Video Dance Digest）
3. 今夜はチュパ♡リコ（Music Video Making）